# Banga
Banga là một thành phố và là nơi đặt hội đồng đô thị (municipal council) của quận Nawanshahr thuộc bang Punjab, Ấn Độ.

## Địa lý
Banga có vị trí 31°11′B 75°59′Đ / 31,19°B 75,99°Đ Nó có độ cao trung bình là 237 mét (777 foot).

## Nhân khẩu
Theo điều tra dân số năm 2001 của Ấn Độ, Banga có dân số 18.892 người. Phái nam chiếm 52% tổng số dân và phái nữ chiếm 48%. Banga có tỷ lệ 75% biết đọc biết viết, cao hơn tỷ lệ trung bình toàn quốc là 59,5%: tỷ lệ cho phái nam là 78%, và tỷ lệ cho phái nữ là 73%. Tại Banga, 10% dân số nhỏ hơn 6 tuổi.